# Dexter Faulk
Dexter Faulk (ur. 14 kwietnia 1984) – amerykański lekkoatleta, płotkarz.
Jego największym osiągnięciem jest zwycięstwo podczas Internationales Stadionfest w Berlinie,
otwierającego cykl Golden League 2009. Wyczyn ten powtórzył w czwartych zawodach tego prestiżowego cyklu - podczas mityngu w Paryżu. Sezon 2009 zakończył drugą lokatą w Światowym Finale IAAF (Saloniki 2009).

## Rekordy życiowe
- bieg na 110 metrów przez płotki – 13,13 (2009 & 2012) / 13,12w (2012)
- bieg na 50 metrów przez płotki – 6,50 (2009)
- bieg na 60 metrów przez płotki – 7,40 (2012)
- bieg na 60 metrów – 6,72 (2008)